# Weronika Czerniachiwska
Weronika Ołeksandriwna Czerniachiwska (ur. 12 kwietnia?/25 kwietnia 1900 w Kijowie, zm. 22 września 1938 tamże) – ukraińska poetka i tłumaczka z generacji "rozstrzelanego odrodzenia", ofiara "wielkiego terroru NKWD na Ukrainie.

## Życiorys
Była córką  Ołeksandra Czerniachiwskiego, lekarza, profesora histologii i Ludmyły Staryćkiej-Czerniachiwskiej, pisarki i działaczki społecznej. Wychowywała się w artystycznej atmosferze, od dzieciństwa uczyła się języków obcych, grała na fortepianie, występowała w amatorskich przedstawieniach w ukraińskim klubie kulturalnym Rodyna w Kijowie. Ukończyła ze złotym medalem II ukraińskie gimnazjum im. Bractwa Cyryla i Metodego, otwarte w Kijowie w 1917 r. za rządów Ukraińskiej Centralnej Rady.
Po tym, gdy Kijów na początku 1918 r. został zajęty przez wojska bolszewickie, ojciec Czerniachiwskiej został ewakuowany do Kamieńca Podolskiego. Następnie dołączyły do niego żona i córka. Za rządów Dyrektoriatu Weronika Czerniachiwska wróciła do Kijowa, podjęła pracę tłumaczki w kancelarii rządowej, tłumacząc na język ukraiński artykuły z prasy zagranicznej. Następnie pracowała w szpitalu wojskowym, opiekując się chorymi na tyfus.
Po ostatecznym zwycięstwie czerwonych w rosyjskiej wojnie domowej i wejściu Ukrainy do ZSRR rodzina Czerniachiwskich pozostała w Kijowie. Weronika Czerniachiwska podjęła studia w Instytucie Stosunków Międzynarodowych, uczyła się języka angielskiego. Zarabiała, wykonując różne prace: była tłumaczką, pracownicą administracyjną w American Relief Administration, następnie w Biurze Handlu i Przemysłu (Torhprominbiuro) i w państwowej centrali handlu (Derżtorh). W 1926 wyjechała razem z ojcem, oddelegowanym służbowo przez Komisariat Zdrowia USRR do Berlina, pracując jako jego tłumaczka. Jako wolna słuchaczka uczęszczała na zajęcia na Uniwersytecie Berlińskim, poznawała współczesną sztukę Niemiec, podróżowała po Europie.
Wróciła do Kijowa 4 czerwca 1929. W październiku 1929 została aresztowana przez GPU w związku z przygotowywanym procesem pokazowym tzw. Związku Wyzwolenia Ukrainy. Sprawa była mistyfikacją i prowokacją GPU wymierzoną w niekomunistyczną ukraińską inteligencję. W styczniu 1930 Weronika została zwolniona z aresztu, jej matka Ludmyła, pracownica Wszechukraińskiej Akademii Nauk zgodziła się bowiem zastąpić córkę na ławie oskarżonych procesu pokazowego i została 14 stycznia aresztowana wraz z mężem Ołeksandrem. Ołeksandr i Ludmyła Czerniachiwscy zostali w procesie pokazowym 19 kwietnia 1930 skazani na kary pięciu lat więzienia (zamienionego w czerwcu 1930 na zesłanie do Stalino), natomiast Weronice jeszcze przed procesem rodziców GPU dało do wyboru wyjazd do Niemiec bez prawa powrotu lub pozostanie w ZSRR, bez możliwości wyjazdu – wybrała drugą możliwość.
W czasie "wielkiego terroru", 8 stycznia 1938 została ponownie aresztowana przez NKWD i oskarżona o szpiegostwo na rzecz Niemiec. Dwoje jej znajomych, podczas ciężkiego śledztwa, obciążyło ją zeznaniami, sugerującymi, że Czerniachiwska jest rezydentką niemieckiego wywiadu, utrzymującą kontakty z antyradziecko nastawionymi Ukraińcami. Kobieta nie przyznała się do winy, podczas uwięzienia postradała zmysły. 21 września 1938 została skazana na śmierć przez "trójkę" NKWD i następnego dnia rozstrzelana w Więzieniu Łukjanowskim w Kijowie. Rodziców nie poinformowano o jej prawdziwym losie; władze przekazały Ludmyle Staryćkiej-Czerniachiwskiej, że jej córka została skazana na karę łagru, następnie, że zachorowała psychicznie. Prawda o dacie i okolicznościach śmierci Weroniki Czerniachiwskiej została ujawniona w 1990, w zaświadczeniu o rehabilitacji, wydanym przez KGB USRR.

## Twórczość
Weronika Czerniachiwska jest autorką pamiętnika, który zaczęła prowadzić jeszcze jako gimnazjalistka. Pisała w nim o swoich przeżyciach i uczuciach na tle dramatycznych wydarzeń rozgrywających się w Kijowie i na Ukrainie, wstawiała liryczne wiersze i szkice poetyckie.
Tłumaczyła na język ukraiński Hamleta, Germinal Emila Zoli, Mazepę George'a Byrona, Księżycową dolinę Jacka Londona.

## Życie prywatne
W 1917 r. poznała Kostiantyna Welihorśkiego, oficera artylerii, w którym z wzajemnością się zakochała. W grudniu 1917 r. mężczyzna oświadczył się jej listownie. 17 stycznia następnego roku zginął, walcząc w szeregach armii Ukraińskiej Republiki Ludowej przeciwko wojskom bolszewickim. O jego śmierci narzeczona dowiedziała się dopiero kilka miesięcy później. W 1921 r. wyszła za mąż za Iwana Jewłaszenkę, jednak małżeństwo okazało się całkowicie nieudane i chociaż formalnie trwało do 1924 r., faktycznie rozpadło się po ośmiu miesiącach. W 1928 r. Weronika Czerniachiwska wyszła po raz drugi za mąż za urzędnika bankowego Teodora Hekkena, obywatela niemieckiego. Również ten związek okazał się nieszczęśliwy, wyjeżdżając w 1929 r. do Kijowa kobieta planowała rozwieść się. Po raz trzeci wyszła za mąż w 1936 za matematyka i astronoma Mykołę Hanżę.